# Leonard Mosiejko
Leonard Mosiejko (ur. 10 listopada 1922 w Woronianach na Wileńszczyźnie, zm. 26 marca 2012 w Olecku) – polski działacz sportowy, nauczyciel, żołnierz Armii Krajowej.

## Życiorys
Przed II wojną światową trenował boks (m.in. wicemistrz Wilna w wadze lekkiej) i biegi (mistrz Wilna na dystansie 1 km). Walczył w szeregach Armii Krajowej, po zajęciu Wilna przez wojska radzieckie wywieziono go do obozu w Kałudze. Po zwolnieniu w 1946 osiedlił się w Olecku. Został absolwentem Wydziału Wychowania Fizycznego w Studium Nauczycielskim w Ełku. Pracował w administracji powiatowej, a od 1949 jako nauczyciel wychowania fizycznego w szkołach średnich i trener (na emeryturę przeszedł w 1988). Przez wiele lat zajmował się także piłką ręczną, prowadząc zespoły Granitu Olecko. Zajmował się aktywnie promocją sportu, m.in. z jego inicjatywy wybudowano salę gimnastyczną przy Technikum Rolniczym oraz obiekt do trenowania lekkoatletyki, organizował również lokalne zespoły koszykówki
W 2010, za wybitne zasługi w działalności na rzecz środowiska lokalnego, za osiągnięcia w podejmowanej z pożytkiem dla kraju pracy zawodowej i społecznej, został odznaczony przez prezydenta Bronisława Komorowskiego Krzyżem Komandorskim Orderu Odrodzenia Polski. W 1997 Aleksander Kwaśniewski, za wybitne zasługi w działalności na rzecz rozwoju sportu i rekreacji w środowisku wiejskim, nadał mu Krzyż Oficerski Orderu Odrodzenia Polski. W 2002 rada miejsca wyróżniła go medalem "Zasłużony dla Olecka".